# Paläontologisches Museum München
Il Paläontologisches Museum München ("Museo Paleontologico di Monaco") è un museo nazionale tedesco di storia naturale situato a Monaco di Baviera ed è associato alla Ludwig-Maximilians-Universität. Tale istituzione, oltre ad avere una finalità divulgativa, ha anche uno scopo di studiare l'evoluzione, nel corso della storia, della natura.

## La collezione
Il museo offre una vasta collezione di fossili di animali e piante, come i rettili del Mesozoico, elefanti precoci e tigri dai denti a sciabola.